# 杉浦加奈
杉浦 加奈（すぎうら かな、1988年11月10日 - ）は、日本のファッションモデル、タレント。北海道出身。アミューズ、オスカープロモーション所属を経て、現在はクリエートジャパンエージェンシー所属。北星学園女子高等学校、早稲田大学社会科学部社会科学科卒業。

## 略歴・人物
北海道に住んでいる頃にアクターズスタジオ北海道本部校に在籍。その後、ファッション雑誌『ピチレモン』のモデル（ピチモ）を経て、第10回「全日本国民的美少女コンテスト」モデル部門賞受賞。その後も、初代「JSA（日本スイムスーツ協会）キャンペーンガール」（2004年）やスポニチアネックスのイメージガール「2代目あねっ娘」（2005年3 - 9月）として活動。北海道日本ハムファイターズファン。私生活では結婚し現在は3児の母である。

## 出演

### ラジオ番組
- 杉浦加奈の「がちラジ!エンタ」（2011年8月26日 - 2016年9月23日、FMいわき、毎月第4金曜日19:00 - 20:00）[2]

### CM
- サンスター「オーラ2」（2009年）
- パルコ「グランバザール」
- アクサダイレクト自動車保険「チームアクサ」
- 参天製薬「サンテメディカルシリーズ」

## DVD
- 気分は桃色かな?（2005年6月17日、デジソニック）